# Rzepkowo
Rzepkowo [ʐɛpˈkɔvɔ] là một ngôi làng thuộc khu hành chính của Gmina Sianów, thuộc quận Koszalin, Zachodniopomorskie, ở phía tây bắc Ba Lan. Nó nằm khoảng 7 kilômét (4 mi)  phía tây bắc Sianów, 13 km (8 mi) phía đông bắc Koszalin, và 147 km (91 mi) về phía đông bắc của thủ đô khu vực Szczecin.